# Kanton Latacunga
Der Kanton Latacunga befindet sich in der Provinz Cotopaxi nordzentral in Ecuador. Er besitzt eine Fläche von 1386 km². Im Jahr 2022 betrug die Einwohnerzahl rund 217.300. Verwaltungssitz des Kantons ist die Stadt Latacunga mit 63.842 Einwohnern (Stand 2010). Der Kanton Latacunga wurde am 24. Juni 1824 eingerichtet.

## Lage
Der Kanton Latacunga befindet sich im Nordosten der Provinz Cotopaxi. Das Gebiet reicht von der Cordillera Occidental im Westen über das Andenhochtal bis zur Cordillera Real im Osten. Im Nordwesten erhebt sich Vulkan Illiniza, im Nordosten der Cotopaxi. Das Areal wird über den Río Patate (Río Cutuchi), der nördliche Quellfluss des Río Pastaza, nach Süden entwässert. Die Fernstraße E35 (Ambato–Quito) durchquert den Kanton in nördlicher Richtung.
Der Kanton Latacunga grenzt im Norden an die Provinz Pichincha, im Osten an den Provinz Napo, im Süden an den Kanton Salcedo, im Südwesten an den Kanton Pujilí, im Westen an den Kanton Saquisilí und im Nordwesten an den Kanton Sigchos.

## Verwaltungsgliederung

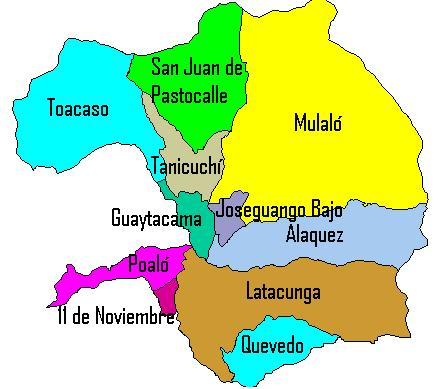
Parroquias im Kanton Latacunga

Der Kanton Latacunga ist in die Parroquias urbanas („städtisches Kirchspiel“)
- Eloy Alfaro (San Felipe)
- Ignacio Flores (La Laguna)
- Juan Montalvo (San Sebastián)
- La Matriz (Latacunga)
- San Buenaventura

und in die Parroquias rurales („ländliches Kirchspiel“)
- Aláquez
- Belisario Quevedo
- Guaytacama
- Joseguango Bajo
- Mulaló
- Once de Noviembre
- Poaló
- San Juan de Pastocalle
- Tanicuchí
- Toacaso

gegliedert.

## Geschichte
Entwicklung der Einwohnerzahl im Kanton Latacunga bei landesweiten Volkszählungen zum jeweiligen Gebietsstand:
| Jahr                    | Einwohner | +/-    |
| ----------------------- | --------- | ------ |
| 1950                    | 73.379    | –      |
| 1962                    | 77.675    | 5,9 %  |
| 1974                    | 111.002   | 42,9 % |
| 1982                    | 125.381   | 13 %   |
| 1990                    | 129.076   | 2,9 %  |
| 2001                    | 143.979   | 11,5 % |
| 2010                    | 170.489   | 18,4 % |
| 2022                    | 217.261   | 27,4 % |
| Datenherkunft: Wikidata |           |        |

## Ökologie
Im Nordosten befindet sich der Nationalpark Cotopaxi, im Nordwesten die Reserva Ecológica Los Ilinizas.